# 安吉利斯主教堂
安吉利斯主教堂（Angelus Temple）是美国加利福尼亚洛杉矶的一个巨型教会，属于五旬节运动派的国际四方福音教会，位于回声公园（Echo Park）社区。

## 历史
该堂由麦艾美（Aimee Semple McPherson）建于1923年。2015年，每周出席人数为8,975人，成为上万人的巨型教会。
根据教会的记录，安吉利斯主教堂在前七年内就有4千万人参观。最初，全部讲道均由麦艾美负责。

## 建筑
该堂在回声公园湖对面，规模宏大，容量达到5,300人。这是当时北美洲的超大建筑，高达125英尺。它是钢筋混凝土结构，由布鲁克·霍金斯设计。巨大的穹顶的内部涂成蓝天白云，是艺术家安妮Henneke的作品。八扇彩色玻璃窗描绘耶稣基督的生平，由艺术家乔治·哈斯金创作。安吉利斯主教堂在1992年被指定为国家历史地标。
生命太平洋学院成立于与安吉利斯主教堂相邻的一座建筑物内。目前那里是安吉利斯主教堂的西班牙语堂。